# Shang-dynastie
De Shang-dynastie was de eerste echte dynastie van China, waarvan men lang gedacht heeft dat het een mythe was, maar er werden wel erg veel voorwerpen uit deze tijdsperiode gevonden zoals orakelbotten, kettingen, potten, brons. Handelaren verkochten deze voorwerpen voor een flinke som geld. De voorwerpen zijn vooral gevonden rond de middenloop van de Gele Rivier Huang He. Dit was het kerngebied van de Shang-dynastie.
Toen in de twintigste eeuw China geteisterd werd door revoluties en oorlogen gingen archeologen op zoek naar de wortels van de Chinese natie en vonden ze harde bewijzen voor het bestaan van de Shang-dynastie.
De Shang-dynastie is de eerste echte dynastie waar men zeker van weet dat ze bestaan heeft. Volgens de Chinese geschiedenis begon de dynastie toen Tang, een man die veel wijsheid bezat, de laatste heerser Jie van de Xia-dynastie van zijn troon stootte.
De begin- en eindtijd van de Shang-dynastie zijn niet helemaal zeker. Men vermoedt dat deze dynastie bestond van 1750 - 1122 v. Chr.

## Oprichting van de staat
In het begin was de Shang-staat niet meer dan een paar nederzettingen die elk door één familie of clan bewoond werden.
Later was er een stedelijke kern waar bepaalde clans over heersten. Deze clans gaven ook meteen de naam aan het gebied. Iedere “heersersclan” was ondergeschikt aan de centrale Shang-vorsten. Dan waren er nog stammen, aan de rand van het gebied van de Shang, die zich niet onderwierpen aan het gezag van de Shang-vorsten. Regelmatig vielen deze “barbaarse” stammen het gebied van de Shang binnen en de Shang het gebied van deze "barbaren" binnen.
Door beter ontwikkelde landbouwtechnieken en later door de ontwikkeling van bronzen wapens werd het gebied van de Shang geleidelijk uitgebreid.
De koningen volgden elkaar waarschijnlijk niet op van vader op zoon, maar van broer op jongere broer. Heersende clans losten elkaar af in het “leveren” van nieuwe koningen. De Shang-vorst gedroeg zich als een soort van grootgrondbezitter. Hij liet zijn groeiende bezit beheren door opzichters. Soms ondernam de koning inspectiereizen.
Naast de koninklijke domeinen waren er nog graafschappen. Hier regeerden clans die verwant waren aan het vorstenhuis. De hoofden van deze clans gingen vaak bij de koning op bezoek.

## Godsdienst
De bevolking tijdens de Shang-dynastie aanbad de god Shang Di (uitgesproken als Sjang Die). Hij was de oppergod en de goddelijke voorvader. Hij zorgde voor goede oogsten en hielp op het slagveld. Onder hem had hij andere goden: van de bergen of rivieren bijvoorbeeld. Een van de hoofdsteden van die tijd, Shang, werd naar hem vernoemd.
Iedere heerser werd na zijn dood een godheid. Shang Di was misschien wel de stamvader van de koninklijke familie.
De koning en zijn clan hadden als enigen het vermogen om met de voorvaderen te praten. De voorvaderen moesten dan de gunst van Shang Di zien te krijgen. De communicatie verliep aan de hand van orakels, gebeden en sjamanen.
De voorvaderen “bestuurden” de wereld van de Shang. Dagelijks vroeg de bevolking hen om raad. Zij vroegen bijvoorbeeld dingen over het weer, oorlog, de oogst, jacht, belasting, droomuitleg en ga zo maar door.
Regeren en geloof lagen dicht bij elkaar.

## Maatschappelijke opbouw
In de Shang-dynastie bestond de maatschappij uit de bovenlaag en de onderworpenen. De bovenlaag waren de heersers. De onderworpenen voerden landarbeid uit voor de eerstgenoemde groep. De onderworpenen werden regelmatig aangevuld met krijgsgevangenen die werden meegebracht van veldtochten tegen minder beschaafde stammen aan de rand van het Shang-gebied.
De bovenlaag van de bevolking was de drager van de cultuur, waar de religie een grote rol speelde.
Uit de teksten die op de orakelbeenderen zijn geschreven komen vooral de heersersclans en de groep van de sjamanen naar voren. De sjamanen hadden een grote invloed. Dit kwam omdat bij elke politieke beslissing het orakel geraadpleegd moest worden.
Dan was er nog een belangrijke groep arbeidslieden. Deze groep leefde in de steden, terwijl de boeren nog in het stenen tijdperk leefden.
Als er iemand van de bovenlaag was overleden, werd hij niet zomaar begraven. Hij werd in een tombe gelegd en kreeg kostbare grafgeschenken mee, zoals ivoor en jade. Ook zijn dienaren of soldaten werden vaak levend mee begraven. Bij opgravingen Xiatun bij Anyang (Henan) zijn veel resten van geofferde mensen gevonden vlak bij het graf van hun meester.
Niet alleen bij begrafenissen werden er mensen geofferd. Ook bij andere rituelen en ceremonies gebeurde het meermaals dat er iemand geofferd werd, want zelfs bij het bouwen van een tempel of paleis moest er mensenbloed worden vergoten.

## Schrift en orakelbotten
In de Shang-dynastie begon zich het schrift te ontwikkelen en rond 1900 merkten de Chinese geleerden de zogenoemde “drakenbeenderen” op. Deze botten schenen geneeskracht te bezitten. Het eerste Chinese karakterschrift werd vooral geschreven op orakelbotten, er zijn zo’n 200.000 van deze beenderen gevonden. Men stelde vragen aan de voorvaderen en kreeg antwoord door middel van de botten. Sjamanen vroegen de orakelbeenderen te hulp bij religieuze ceremonies en bij waarzeggerij aan het hof, als men een beslissing moest nemen of als er een zieke was die genezen moest worden. De sjamanen verrichtten hun werk als zij in trance waren (deze trance werd veroorzaakt door een flinke dosis alcohol). Er werden gaten in de beenderen gemaakt. Dan werden er vragen aan Shang Di in de orakelbeenderen gekerfd. Dit waren dus de eerste Chinese karakters die ooit geschreven zijn.
De vragen waren meestal niet heel diepzinnig. Een voorbeeld:
“Is prinses Hao ziek door een kwade wind?” Wind of sneeuw werden als geesten gezien dus dat wilden de mensen niet hebben.
Als de vraag in het bot stond, werd het verhit. Uit de barsten die dan ontstonden haalden de sjamanen de antwoorden van de voorvaderen.
Aan de hand van de orakelbeenderen probeert men nu de geschiedenis opnieuw te reconstrueren en onderzoekt men de opvattingen over ziekten. Er is al ontdekt dat in de Shang-dynastie aandoeningen als tandpijn, hoofdpijn, opgeblazen buik en pijn in de benen bekend waren. Er zijn echter maar weinig vast beschreven ziektebeelden teruggevonden. Het woord ziekte kende men niet.
Het huidige Chinese schrift stamt dus rechtstreeks af van het schrift uit de Shang-dynastie. Het schrift groeide uit tot een eenvoudig schrift met pictogrammen, maar in de Shangdynastie was het al ver ontwikkeld. Er bestonden toen al ongeveer tweeduizend individuele tekens.

## Geneeskunde
De geneeskunde tijdens de Shang-dynastie hield voornamelijk het draineren van abcessen in. Als men in het menselijk lichaam wilde snijden, gebruikte men een bian (spreek uit als bjen). Bian betekent het gebruiken van een scherpe steen om lichamelijk ongemak te genezen en pijn te bestrijden. Waarschijnlijk gebruikte men niet alleen steen maar ook jade, mica en asbest. Na een tijd ging dit over in doornen, schilfers van bamboe, bot en hoorn.
Al deze bovengenoemde scherpe voorwerpen werden in latere perioden door sjamanen gebruikt als pijlen.

### Ancestrale genezing
Tijdens de Shang-dynastie was geneeskunde vooral gericht op harmonie tussen de levenden en de gestorvenen, tussen kwade en goede geesten.
Tot nu toe is het genezen door middel van de voorvaderen en geesten om hulp te vragen blijven bestaan. Nu nog probeert men de invloeden van de geesten van wind en water te beheersen.
Er was geen sprake van een diepgaande geneeskunde in de eerste dynastie van het Chinese Keizerrijk, in tegenstelling tot wat men gedacht had.

## Bloedoffer
Wetenschappers hebben op basis van orakelbotten en andere bronnen inzicht gekregen waarin onder de Shang-koningen mensenoffers werden gebracht. Tussen 1395 - 1123 v.Chr. offerden twaalf heersers meer dan 13.000 mensen. Dienaren en krijgsgevangenen werden naast koningen en hun naaste verwanten begraven, terwijl vertrouwelingen en volgelingen vlakbij hun eigen praalgraf kregen. Ieder jaar verrichtten de koning en een prominent lid van zijn clan vijf hoofdrituelen: Trommelmuziek, Vederdans, Wijn en vlees, Gierst en Grote Harmonie. Deze riten gingen gepaard met mensenoffers aan de oppergod Shang Di en aan de lagere goden.
De Shang-koningen hechtten veel waarde aan wijnoffers. Een complete gilde was belast met het maken van offerwijn en een scala aan ketels, kannen en ander serviesgoed werd gebruikt voor het opslaan, verwarmen, schenken en drinken van de gefermenteerde gierstdrank. Er stroomde zo veel drank bij de Shang-ceremoniën en feesten, dat de neergang van de Shang-koningen later werd toegeschreven aan drankmisbruik. Na de ondergang van de Shang-dynastie verbood het toen heersende Zhou-regime de hovelingen op straffe van de dood wijn te drinken.

## Economie
De Shang-dynastie was gebaseerd op landbouw. Oorspronkelijk deed men aan roofbouw (in een primitieve vorm). Dit verklaart ook het vele verplaatsen van de hoofdstad. Doordat de werktuigen verbeterd werden, maakte de landbouw later een grote evolutie door. De producten die het meest verbouwd werden, waren gierst, haver, tarwe, sorghum (soort van gierst) en rijst. Bij elk stuk grond hoorde een jachtterrein. Vooral de jachtdomeinen die alleen door de vorstenclan gebruikt mochten worden, waren erg uitgestrekt.

## Brons
Rond 2000 v.Chr. begon China brons te bewerken. De wetenschappers hadden altijd gedacht dat het bewerken van brons een uit het Midden-Oosten geïmporteerde techniek was. Uit recent onderzoek is echter gebleken dat het ontstaan van de techniek in China een volledig onafhankelijk proces was.
De Shang-dynastie wordt gerekend tot een van de voornaamste brons-dynastieën. Er zijn verschillende bijzondere voorwerpen uit deze tijd teruggevonden. Dit was een bronstijdcultuur waar niemand van had gedacht dat deze ooit bestaan had.
De Shang-mens gebruikte brons om wapens, sieraden en statusobjecten te maken. De voorwerpen werden versierd met verschillende motieven, zoals de draak en vreemde wezens die soms schrikbarend zijn en dan weer heel neutraal.
Hoe het brons verwerkt werd:
Eerst werd er een model uit klei gemaakt. Vervolgens liet men dit model drogen om er dan een nieuwe laag klei overheen te maken. Deze laag werd dan uitgesneden, genummerd en van de geharde vorm afgehaald. De buitenste laag ging in de oven. Het originele model werd kleiner gevijld om als holte van het toekomstige object te dienen. Het genummerde stuk werd door middel van bronzen tussenstukken aan de kleiner gevijlde vorm gezet. Er werd dan vloeibaar brons in de holte tussen het kleiner gevijlde vormpje en de genummerde vorm gegoten. Nadat het brons was afgekoeld, werden de stukken klei verwijderd en het bronzen object werd verfijnd afgewerkt.

## Vechtkunst
Eerder dacht men dat de Chinese vechtkunst is ontstaan in de zesde eeuw na Christus binnen de muren van het boeddhistische Shaolinklooster in de Chinese provincie Henan. Dit zou ertoe hebben gediend om de gezondheid en de veiligheid van de monniken te verbeteren. Dit wordt echter tegengesproken door de Chinese geschiedschrijvers. Eigenlijk ontstonden de eerste vechtkunsten in de primitieve samenleving van de Shang-dynastie. Om te overleven gebruikte de mens lang geleden houten knuppels en stenen om zich te verdedigen en om te jagen.
Tijdens de Shang-dynastie werden er veel dansvormen en oefeningen, met en zonder wapens ontwikkeld. Dit gebeurde ter voorbereiding op dreigende oorlogen en om de gezondheid te verbeteren.
Tijdens de late Shang-dynastie, de Yin-dynastie en de Zhou-dynastie ontstonden er bronzen wapens, zoals dolken, bijl en speer, waarmee ook oefeningen gedaan werden.
Er werden wedstrijden georganiseerd om te kijken wie het beste met de wapens kon omgaan. In deze vroege perioden was wushu ook een onderdeel van de vorming en opleiding van de adel en andere vooraanstaanden. Het hoorde dus echt bij de opvoeding. Er werd een dans geleerd waarbij men met een bijl, speer of schild een aantal vechttechnieken liet zien. Deze dans werd wuxiang genoemd.
Men dacht dat het niet alleen goed was om militaire vaardigheden te leren, maar ook voor het gedrag. Zo ontstond een soort lichamelijke opvoeding.

## Krijgskunde
De heersers van de Shang-dynastie voerden constant oorlog tegen aangrenzende stadstaten en stammen uit het hart van de Noord-Chinese vlakte. Ten minste 115 vazallen, variërend van overwonnen buurstaten tot semi-onafhankelijke lokale heersers, betaalden tribuut aan de Shang-opperheren in Yin. Opstanden in het grensgebied werden snel neergeslagen door legers van drieduizend of zelfs vijfduizend man sterk, gewapend met afschrikwekkende bronzen pijlen, bijlen en speren, en beschermd door helmen en schilden.
De Shang-bevelhebbers leerden ook van de ruiternomaden uit het noorden: ze namen het gebruik van paard en wagen van hen over. Het duurde wel even voordat de Shang-dynastie werkelijk baat hadden bij deze innovatie: er moesten wagens met spaakwielen worden gebouwd, en paarden en wagenmenners moesten worden getraind. De wagenmenners moesten leren om op hun knieën de stuiterende voertuigen met daarin nog twee andere strijders over de ruwe ondergrond te sturen.
Na verloop van tijd werden de strijdwagencompagnies, verdeeld in vijf eskadrons van elk vijf wagens, een belangrijk element van de militaire macht van de Shang-dynastie.

## Slaven van de Shang
Succes, macht en rijkdom in de Shang-dynastie berustte op het werk van de onderdanen. De plicht om in de behoeften van hun heersers te voorzien, rustte als een zware last op hun schouders. Er bestaat echter discussie over de vraag of het rijk van de Shang berustte op slavenarbeid of dat het een vroeg soort feodaal systeem was, waarbij lijfeigenen het land van de edellieden bewerkten.
Een blik op de orakelbotten werpt enig licht op dit vraagstuk. Waarschijnlijk waren er twee verschillende groepen arbeiders. De ene bestond uit afhankelijke mensen (de  zhong) en de andere uit mensen die tot arbeid werden gedwongen (de ren). De zhong waren kleiner in aantal en genoten van meer vrijheden en rechten dan de ren, waarvan er bijvoorbeeld duizenden werden ingezet voor veldtochten. De zhong vormden de onderste laag van de clan-hiërarchie en hadden daar qua persoonlijke vrijheid wellicht enig voordeel bij.
Onder aan de sociale ladder stonden de krijgsgevangenen van de vele oorlogen van de Shang-dynastie. Mogelijk werden sommige oorlogen juist gevoerd om aan dwangarbeiders te komen. In de praktijk werden de krijgsgevangenen als slaaf behandeld. Ze konden tot alle werkzaamheden worden gedwongen, hoe gevaarlijk of ongezond ook, en velen van hen werden geëxecuteerd of levend begraven als offer aan de Shang-voorouders, met als enige doel de status van de heersende dynastie te vergroten.

## Einde Shang-dynastie
In de 11e eeuw v.Chr. keerden de vazalstaten en voormalige bondgenoten zich tegen de Shang-koningen en vijandige troepen rukten steeds verder op richting de hoofdstad Yin. Daar hielden de koningen zich alleen maar bezig met hun hiërarchische en rituele schema's, waarbij ze meer tijd en energie aan hun eigen graftomben besteedden dan ze zich konden veroorloven. Vervolgens liep de belangrijke Zhou-clan over en rond 1120 v.Chr. werd de Shang-dynastie door een Zhou-legermacht abrupt en gewelddadig ten val gebracht.
Er zou een Shang traditie bestaan dat toen ca. 1122 v.Chr. Di Xin, de laatste keizer van de dynastie, in de handen viel van zijn rivalen, 250.000 mensen oostwaarts vluchtten in de Grote Oceaan.

## Lijst van heersers van de Shang-dynastie
(De koninklijke afstammingslijst volgens de inscripties op de orakelbeenderen):
| Nr. | Tempelnaam           | traditioneel Chinees | Verwantschap | Generatie |
| --- | -------------------- | -------------------- | ------------ | --------- |
| PV1 | Shang Jia            | 上甲                 |              | 1         |
| PV2 | Bao Yi               | 報乙                 | zoon PV1     | 2         |
| PV3 | Bao Bing             | 報丙                 | zoon PV2     | 3         |
| PV4 | Bao Ding             | 報丁                 | zoon PV3     | 4         |
| PV5 | Shi Ren              | 示壬                 | zoon PV4     | 5         |
| PV6 | Shi Gui              | 示癸                 | zoon PV5     | 6         |
| K1  | Da Yi (= Shang Tang) | 大乙                 | zoon PV6     | 7 (1)     |
| K2  | Da Ding              | 大丁                 | zoon K1      | 8 (2)     |
| K3  | Da Jia               | 大甲                 | zoon K2      | 9 (3)     |
| K4  | Wai Bing             | 卜丙 (二外丙)        | zoon K2      | 9 (3)     |
| K5  | Da Geng              | 大庚                 | zoon K3      | 10 (4)    |
| K6  | Xiao Jia             | 小甲                 | zoon K3      | 10 (4)    |
| K7  | Da Wu                | 大戊                 | zoon K5      | 11 (5)    |
| K8  | Lü Ji                | 呂己                 | zoon K5      | 11 (5)    |
| K9  | Zhong Ding           | 中丁                 | zoon K7      | 12 (6)    |
| K10 | Bu Ren               | 卜壬                 | zoon K7      | 12 (6)    |
| K11 | Jian Jia             | 戔甲                 | zoon K9      | 13 (7)    |
| K12 | Zu Yi                | 祖乙                 | zoon K9      | 13 (7)    |
| K13 | Zu Xin               | 祖辛                 | zoon K12     | 14 (8)    |
| K14 | Qiang Jia            | 羌甲                 | zoon K12     | 14 (8)    |
| K15 | Zu Ding              | 祖丁                 | zoon K13     | 15 (9)    |
| K16 | Nan Geng             | 南庚                 | zoon K13     | 15 (9)    |
| K17 | Xiang Jia            | 魺甲                 | zoon K15     | 16 (10)   |
| K18 | Pan Geng             | 般庚                 | zoon K15     | 16 (10)   |
| K19 | Xiao Xin             | 小辛                 | zoon K15     | 16 (10)   |
| K20 | Xiao Yi              | 小乙                 | zoon K15     | 16 (10)   |
| K21 | Wu Ding              | 武丁                 | zoon K20     | 17 (11)   |
| -   | Zu Ji                | 祖己                 | zoon K21     | 18 (12)   |
| K22 | Zu Geng              | 祖庚                 | zoon K21     | 18 (12)   |
| K23 | Zu Jia               | 祖甲                 | zoon K21     | 18 (12)   |
| K24 | Lin Xin              | 廩辛                 | zoon K23     | 19 (13)   |
| K25 | Kang Ding            | 康丁                 | zoon K23     | 19 (13)   |
| K26 | Wu Yi                | 武乙                 | zoon K25     | 20 (14)   |
| K27 | Wen Wu Ding          | 文武丁               | zoon K26     | 21 (15)   |
| K28 | Di Yi                | 帝乙                 | zoon K27     | 22 (16)   |
| K29 | Di Xin               | 帝辛                 | zoon K28     | 23 (17)   |